# Onosma bornmuelleri
Onosma bornmuelleri är en strävbladig växtart som beskrevs av Heinrich Carl Haussknecht. Onosma bornmuelleri ingår i släktet Onosma och familjen strävbladiga växter. Inga underarter finns listade i Catalogue of Life.